# Miguel Díaz-Canel
Miguel Mario Díaz-Canel Bermúdez, född 20 april 1960 i Municipio de Placetas, Kuba, är en kubansk politiker och sedan 19 april 2018 landets president, då han efterträdde Raúl Castro.
Han är sedan 2003 medlem av politbyrån i Kubas kommunistiska parti och har även tidigare tjänstgjort som landets förste vice president mellan 2013 och 2018.
Díaz-Canel är utbildad ingenjör.